# Djamel Abdoun
Djamel Abdoun (Montreuil, 14 februari 1986) is een Algerijns-Frans voormalig voetballer die doorgaans speelde als rechtsbuiten. Tussen 2003 en 2016 speelde hij voor AC Ajaccio, Manchester City, CS Sedan, FC Nantes, AO Kavala, Olympiakos, Nottingham Forest, Lokeren en PAE Veria. Abdoun maakte in 2010 zijn debuut in het Algerijns voetbalelftal, waarvoor hij tot twaalf wedstrijden zou komen.

## Clubcarrière
Abdoun speelde in de jeugd in de opleiding van Paris Saint-Germain, maar hij kwam in 2003 bij AC Ajaccio terecht, waarvoor hij twee keer scoorde in twaalf duels. In januari 2007 werd hij verhuurd aan Manchester City, waarvoor hij eenmaal in de FA Cup uitkwam. Na een verhuurperiode bij CS Sedan en een tijd bij FC Nantes vertrok de Algerijn naar AO Kavala in Griekenland, waar hij voor drie jaar tekende. Op 23 mei 2011 verklaarde Karim Aklil, zijn zaakwaarnemer, dat hij een contract ging tekenen bij Panathinaikos. Op 31 augustus tekende hij echter een contract voor drie jaar bij rivaal Olympiakos. Hij wist in twee jaar tijd negen doelpunten te maken voor Olympiakos en op 25 juli 2013 verkaste Abdoun naar Nottingham Forest. In 2015 tekende Abdoun een contract voor twee jaar bij PAE Veria. Na een jaar liet hij de Griekse club achter zich. Hierop zette hij ook een punt achter zijn actieve loopbaan.

## Interlandcarrière
Abdoun debuteerde in het Algerijns voetbalelftal op 18 januari 2010. Op die dag werd een Afrika Cupduel tegen Angola met 0–0 gelijkgespeeld. De buitenspeler begon op de bank en mocht in de tweede helft invallen voor Karim Matmour. Hij kwam in 2010 met Algerije uit op het WK in Zuid-Afrika. Tijdens dit toernooi kwam hij uit tijdens alle drie de groepsduels, tegen Slovenië, Engeland en de Verenigde Staten.